# Резинський район
Резинський район або Резіна (рум. Rezina) — район у північно-східній Молдові. Адміністративний центр — Резина.
Національний склад населення згідно з Переписом населення Молдови 2004  та 2014 років. 
| етнічна група     | 2004           | 2004      | 2014           | 2014      |
| етнічна група     | кількість осіб | частка, % | кількість осіб | частка, % |
| ----------------- | -------------- | --------- | -------------- | --------- |
| молдовани/румуни  | 45 096         | 93,74     | 39 441         | 92,83     |
| українці          | 1 691          | 3,52      | 1 049          | 2,47      |
| росіяни           | 1 093          | 2,27      | 604            | 1,42      |
| болгари           | 40             | 0,08      | 29             | 0,06      |
| ґаґаузи           | 34             | 0,07      | 35             | 0,08      |
| євреї             | 30             | 0,06      | ...            | ...       |
| цигани            | 13             | 0,03      | 19             | 0,04      |
| поляки            | 5              | 0,01      | ...            | ...       |
| інші / не вказали | 103            | 0,22      | 1 309          | 3,10      |
| Всього            | 48 105         | 100       | 42 486         | 100       |

Повсякденна мова мешканців району (2014):
| Мова                 | кількість осіб | частка, % |
| -------------------- | -------------- | --------- |
| молдовська/румунська | 38 123         | 89,73     |
| російська            | 1 792          | 4,22      |
| українська           | 371            | 0,87      |
| інші                 | 48             | 0,11      |
| не вказали           | 2 152          | 5,07      |
| всього               | 42 486         | 100       |

## Пам'ятки
- На березі Дністра біля села Ципова знаходиться скельний монастир, заснований у VI столітті н. е.. Тут у XV столітті господар Стефан Великий вінчався зі своєю дружиною Марією Войкуцей.
- Село Сахарна відоме печерним монастирем XIII століття та чинним чоловічим монастирем Пресвятої Трійці.